# Surface Laptop (7a generació)
El Surface Laptop (7a generació) (també conegut com a Surface Laptop 7th Edition) és un ordinador portàtil desenvolupat per Microsoft. És la setena generació de Surface Laptop i es va presentar juntament amb la Surface Pro (11a generació). És el primer Surface Laptop llançat per a Windows a ARM. També és el primer ordinador portàtil de superfície amb una NPU integrada dissenyada per a IA generativa, mitjançant Microsoft Copilot+

## Rerefons i revelació
Qualcomm va anunciar la línia de CPU Snapdragon X el 10 d'octubre de 2023. Com van fer amb Microsoft, es van associar amb diversos fabricants com HP, Dell, Lenovo, Asus i Samsung per llançar ordinadors portàtils Windows alimentats per les CPU basades en ARM.
Microsoft va anunciar el Surface Laptop 7 i el Surface Pro 11 en un esdeveniment de premsa relacionat amb l'IA el 20 de maig de 2024. El comunicat de premsa va promocionar el rendiment, l'eficiència i la durada de la bateria que rivalitzaria amb el Macbook Air M3, i grans guanys de rendiment respecte al Surface Pro 9. El Surface Laptop 7 es va anunciar en dos factors de forma i quatre colors: pantalla de 15 "i 13,8"; i colors safir, duna, platí i negre. Les opcions de CPU disponibles són el Snapdragon X Plus amb 10 nuclis i el Snapdragon X Elite amb 12 nuclis. Els dispositius contenen una NPU hexagonal per utilitzar-la amb l'aplicació d'IA generativa de Microsoft Copilot+.

## Maquinari i característiques
- Processador Qualcomm Snapdragon X Plus o Snapdragon X Elite de primera generació
- Processador gràfic integrat Qualcomm Adreno
- Processador neuronal Qualcomm Hexagon
- Les opcions de memòria són de 64 GB, 32 GB i 16 GB
- Les opcions d'emmagatzematge són 1 TB, 512 GB i 256 GB
- Pantalla sRGB de tipus IPS calibrada de fàbrica amb una brillantor màxima de 600 nits 13,8": resolució de 2304 x 1536 (201 PPI), relació de contrast de 1400:1 15": resolució de 2496 x 1664 (201 PPI), relació de contrast de 1300:1
- 3.5 presa d'auriculars mm
- 2x USB-C 4.0 amb transferència de dades, càrrega i DisplayPort 1.4
- 1 port USB-A (3.2 Gen 2).
- Lector de targetes microSDXC (només model de 15")
- Especificacions de la bateria: 13,8" : 54 Wh de capacitat nominal de la bateria, 20 hores de durada nominal de la bateria 15" : 66 Wh de capacitat nominal de la bateria, 22 hores de durada nominal de la bateria
- Port de càrrega de Surface Connect
- Ja no és compatible amb Surface Pen

## Programari
Els models de Surface Laptop 7 s'envien amb una versió de 64 bits preinstal·lada de Windows 11 Home (que es pot actualitzar a Pro per una tarifa) i una prova d'Office 365. Windows 11 24H2 inclou un emulador x86 actualitzat, ara anomenat Prism. Similar a Rosetta 2 a Apple Silicon, aquesta és una capa de compatibilitat que permet que les aplicacions basades en x86 s'executin al conjunt d'instruccions ARM, per abordar aplicacions que encara no han vist versions natives d'ARM.
Windows 11 inclou funcions de Microsoft Copilot per a IA. Microsoft Recall, una funció d'IA controvertida de l'historial de cerca d'instantànies es va desactivar en el llançament i només s'activarà un cop es llance. El record es va burlar àmpliament de la seva revelació, citant problemes de seguretat i privadesa, i va fer que Microsoft la convertís en una funció només d'activació.